# Walty Dudok van Heel
Walborg Kristiane (Walty) Dudok van Heel (Hilversum, 19 mei 1959 – Opheusden, 12 april 2009) was een Nederlands kunstschilderes.

## Leven en werk
Dudok van Heel, telg uit het geslacht Van Heel, was een dochter van tekenares Dorothy Coghill Jansen (1919-1967) en Maurits Dudok van Heel (1927-2006). Langs moederszijde was Dudok van Heel een rechtstreekse afstammeling van Wicher Jansen en Jan Beckering Vinckers. Ze volgde een opleiding tekenen en handvaardigheid aan het lerareninstituut D’Witte Leli te Amsterdam. In 1985 begon ze haar carrière als kunstenares en illustratrice en liet haar roepnaam als handelsmerk registreren. De inspiratie voor haar aquarellen, pastels, olieverfschilderijen en bronzen plastieken ontleende zij hoofdzakelijk aan de natuur. Vooral haar dierenafbeeldingen waren bekend.
Haar tekeningen verschenen in tijdschriften als Margriet en Grasduinen wat bijdroeg aan haar naamsbekendheid. Daarnaast publiceerde Walty Dudok van Heel enkele boeken. De winkelketen Blokker verkocht borden en mokken met afbeeldingen van haar honden, paarden en herten.
Zij overleed in april 2009 aan kanker. Ze is begraven in Lage Vuursche. Ze was de partner van Frans Trompert.